# Айдам

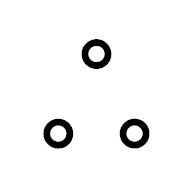

Айдам (ஆய்தம்) или āйда ежутты (ஆய்த எழுத்து) — знак тамильской письменности, обозначает звук «х», предшествующий согласному. Во второй части классической грамматики Толкаппиям айдаму посвящена отдельная глава, которая называется айдаккуруккам. По частотности употребления может быть назван редким знаком. Айдам сравним со знаком висарга, но может встречаться и в начале слова, и внутри.
Пример: ஃகொங்கொங் (Гонконг), எஃகு (эххи - сталь).